# Phallales
Phallales is een botanische naam, voor een orde van paddenstoelen: de naam is gevormd uit de familienaam Phallaceae.
Volgens de Index Fungorum [20 maart 2008] is de samenstelling de volgende:
- orde Phallales
  - familie Clathraceae
  - familie Claustulaceae
  - familie Gastrosporiaceae
  - familie Lysuraceae
  - familie Phallaceae
  - familie Protophallaceae

Verder bevat de orde ongeplaatst (incertae sedis) de geslachten volgende geslachten:
- Saprogaster
- Vandasia